# Hondryches tessmanni
Hondryches tessmanni är en fjärilsart som beskrevs av M.Gaede 1939. Hondryches tessmanni ingår i släktet Hondryches och familjen nattflyn. Inga underarter finns listade i Catalogue of Life.